# Gor Sudjian
Gor Sudjian este un cântăreț de rock din Armenia ce a reprezentat țara la Concursul Muzical Eurovision 2013 din Suedia. Melodia a fost selectată într-o finală națională ce a avut loc pe 2 martie 2013..
în 2010 a fost încoronat ca cea mai bună voce bărbătească într-un festival armean anual.